# Silvia Truu
Silvia Astrid Truu (do roku 1936 Silvia Astrid Koch, v letech 1936-1941 Silvia Astrid Koht; 16. prosince 1922, Paldiski – 5. května 1990, Tallinn) byla estonská spisovatelka, která psala hlavně dětskou literaturu a literaturu pro mládež.

## Život
Z Paldiski se Silvia Truu přestěhovala za vzděláním do Nõmme (dnes součást Tallinnu), kde do roku 1941 studovala na dívčím obchodním gymnáziu. V letech 1949-1951 pracovala v novinách Rahva Hääl (překl.: Hlas lidu). Pak se stala redaktorkou vysílání pro děti. Později pracovala v novinách Noorte Hääl (Hlas mládeže) a do roku 1965 byla redaktorkou novin Nõukogude Naine (Sovětská žena). Její dcerou je známá estonská architektka Meeli Truu.

## Dílo
Jejím prvním literárním počinem byla rozhlasová hra a povídka pro děti, které byly zveřejněny v časopise Pioneer (Pionýr). Ze všech jejích děl byla nejoblíbenější trojice knih pro mládež o mladé slečně jménem Silja. O této hrdince autorka napsala tři knihy. První byla kniha  Kuu aega täiskasvanu (Měsíc budu dospělá), která je určena hlavně dospívajícím dívkám. Kniha vypráví příběh mladé šestnáctileté slečny, která se snaží najít své místo ve společnosti. Její příběh je úzce spojen se sousedem Indrekem a kamarádkou Merle. Kniha vypráví o problémech dospívajících. Hlavní hrdinka Silja se snaží poprat s otázkou své budoucnosti a zároveň jí rodiče umožnili starat se sama o sebe, kdy si mohla vyzkoušet odpovědnost „dospěláckého“ života. Druhou knihou je Merle nebo Tere! Sind ma otsisin! (Ahoj! Tebe jsem hledala!). Je to příběh o Siljině kamarádce Merle, která chtěla studovat a stát se zdravotní sestrou, avšak kvůli rodinnému zázemí se musí vzdát studia a jde pracovat do továrny na sladkosti. Třetí knihou je Peidus pool (Skrytá strana), která je z těchto tří knih nejpopulárnější. Dílo vypráví příběh Siljina souseda Indreka, kterému zemře matka, a tak se z něj stává sirotek. Autorka do knih zahrnula i problematiku lásky, která je pro dospívající poměrně důležitá.

## Překlady
Do češtiny byla přeložena kniha Kuu aega täiskasvanu.

## Knihy
- Ühed targad mõlemad (1956)
- Murra (1959)
- Silja, päikesekiir ja maailm (1967)
- Kuu aega täiskasvanu (1968) (český překlad: Měsíc budu dospělá, 1985)
- Saa nüüd neist inimestest aru (1970)
- Pilvede kõrval toas (1973)
- Jeekim (1974)
- Peidus pool (1977)
- Oma suguvõsa Aadam (1985)
- Südamel ei ole kortse (1987)